# Atletica leggera ai XVII Giochi del Mediterraneo - 3000 metri siepi femminili
Le gare di atletica leggera nella categoria 3000 metri siepi femminili si sono tenute il 28 giugno 2013 al Nevin Yanıt Atletizm Kompleksi di Mersin.

## Calendario
Fuso orario EET (UTC+3).
| Data      | Ora   | Turno  |
| --------- | ----- | ------ |
| 28 giugno | 19:30 | Finale |

## Risultati
Le 10 atlete partecipanti disputano direttamente la finale.

### Finale
| Pos. | Atleta               | Nazionalità | Tempo    | Note |
| ---- | -------------------- | ----------- | -------- | ---- |
|      | Amina Betiche        | Algeria     | 9'40"71  |      |
|      | Salima Elouali Alami | Marocco     | 9'43"71  |      |
|      | Gülcan Mıngır        | Turchia     | 9'46"08  |      |
| 4    | Kaltoum Bouaasayriya | Marocco     | 9'49"16  |      |
| 5    | Türkan Özata         | Turchia     | 9'52"04  |      |
| 6    | Tauria Samiri        | Italia      | 10'01"23 |      |
| 7    | Claire Navez-Perraux | Francia     | 10'06"36 |      |
| 8    | Biljana Cvijanović   | Bosnia-E.   | 10'16"80 |      |
| 9    | Giulia Martinelli    | Italia      | -        | DNF  |
| 10   | María Teresa Urbina  | Spagna      | -        | DNF  |